# Войський

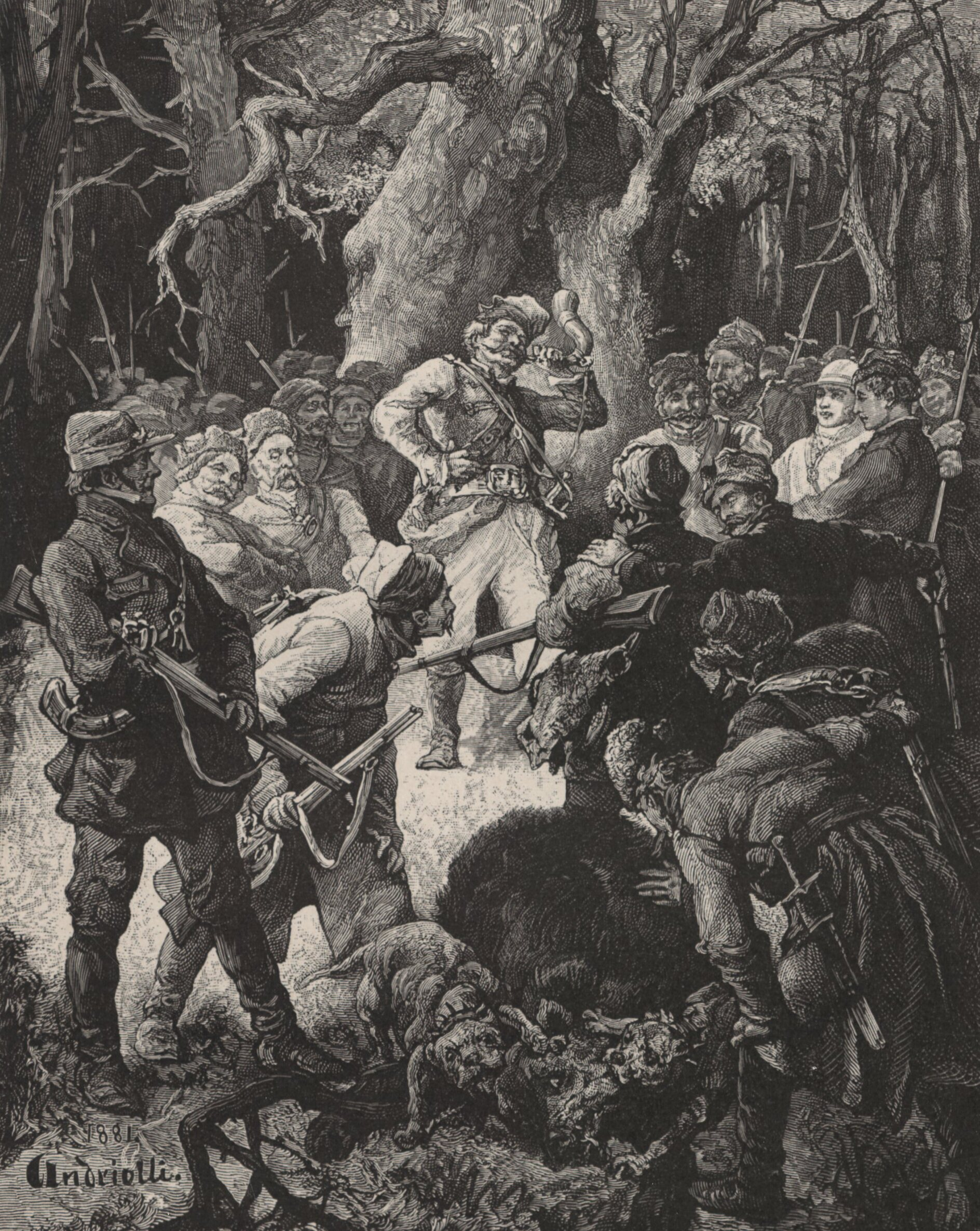
Войський Гречеха (ілюстрація до поеми Пан Тадеуш).

Вóйський (пол. Wojski) — службова посада (службовий уряд) середньовічної Польщі (з XIII століття) і Великого князівства Литовського (з XVI століття). Під час воєн, коли шляхта вирушала на збори, войський стежив за порядком у повіті та охороняв шляхетських дружин і дітей. Заступник каштеляна під час посполитого рушення.
У Королівстві Польському були міські та земські войські, у Великому князівстві Литовському тільки земські, які підпорядковувалися старості повітового міста. У Республіці Обох Націй (Речі Посполитій) уряд (посаду) вважали одним з нижчих серед земських (14-а по табелі про ранги Корони Королівства Польського).